# Steve Witkoff

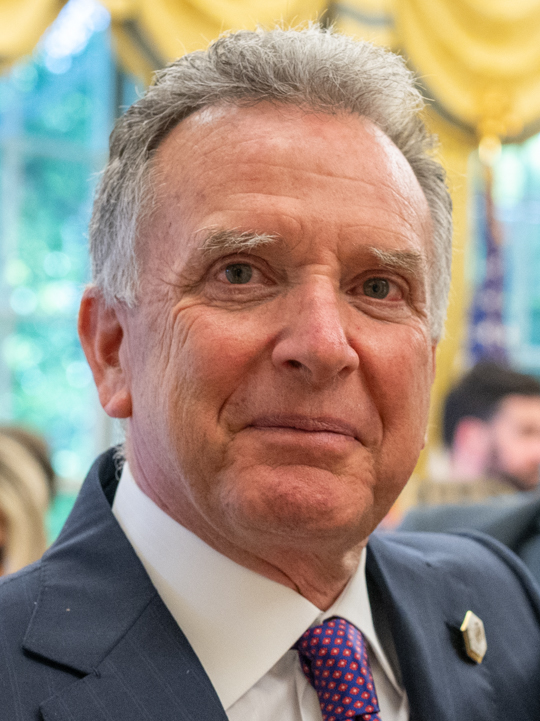
Steve Witkoff (2025)

Steve Witkoff (* 15. März 1957) ist ein US-amerikanischer Anwalt und Immobilieninvestor. Seit Ende 2024 ist er der Sonderbeauftragte im Kabinett von US-Präsident Donald Trump. Sein Aufgabenbereich umfasst neben dem Nahen Osten und dem Krieg in Israel und Gaza seit 2023 Verhandlungen mit Russland im Russisch-Ukrainischen Krieg und die Atomgespräche mit dem Iran.

## Herkunft, frühes Leben und Tätigkeit in der Immobilienwirtschaft
Steve Witkoff wurde in einer jüdischen Familie in der Bronx in New York City geboren und wuchs auf Long Island auf. Seine Großeltern emigrierten aus dem Russischen Kaiserreich in die USA. Sein Vater war Schneider von Damenmänteln. Sein Großvater und seine Großmutter väterlicherseits wurden beide im Russischen Kaiserreich, heute Polen bzw. Belarus, geboren. (Vgl. Teilungen Polens)
Er besuchte die Hofstra-Universität, wo er 1983 die Law School abschloss. In die Immobilienbranche kam er über seine Schwester, die ihm die Anwaltskanzlei empfahl, die für ihren Arbeitgeber, die Immobilienfirma Integrated Resources Inc., tätig war. Danach begann er bei der auf Immobilien spezialisierten Anwaltsfirma Dreyer & Traub zu arbeiten, wobei er auch Donald Trump kennenlernte. Ebenfalls dort lernte er Laurence (Larry) Gluck kennen, mit dem er später die Immobilienfirma Stellar Management (Stellar ist ein Wortspiel der beiden Vornamen Steve und Larry) Firma gründete. Sie kauften mehrere Mietshäuser in New York. 1997 trennten sich Gluck und Witkoff, weil sie sich unterschiedlich spezialisierten, Gluck auf Apartmenthäuser und Witkoff auf Bürogebäude.
Witkoff gründete die Immobilienfirma Witkoff Group, mit der er heute an mehreren bekannten Gebäuden beteiligt ist. Über die Witkoff Group war er an der Entwicklung der Gebäude Daily News Building, Woolworth Building, The Greenwich by Rafael Viñoly oder dem 20 Times Square beteiligt. Er ließ sich bei seinen Projekten oft auf Partnerschaften mit anderen Immobilienentwicklern ein. 2013 konnte Witkoff zusammen mit dem malaysischen Investor Jho Low und dem Abu Dhabi Investment Fund das Park Lane Hotel am Central Park übernehmen. Als das Park Lane Hotel aber Ziel der Ermittlungen im Zusammenhang mit dem 1Malaysia Development Berhad (1MDB) wurde, kam das Hotel unter Aufsicht der US-Bundesbehörden und der Anteil von Jho Low wurde eingezogen. Als die US-Regierung durchblicken ließ, dass sie das Park Lane Hotel ganz übernehmen wolle, erhöhte der Abu Dhabi Investment Fund seinen Anteil am Hotel, um dieses Vorhaben zu verhindern. 2023 übernahm die Qatar Holding den Anteil von Steve Witkoff am Park Lane Hotel.

## Politische Laufbahn
Den Wahlkampf des Republikaners Donald Trump für die Präsidentschaft 2020 unterstützte Witkoff mit 2 Millionen US-Dollar. Während des Wahlkampfes zur US-Präsidentschaft 2024 unterstützte er wieder Trump, mit dem ihn auch ein gemeinsames Interesse für das Golfspielen verbindet. Er spendete dabei nicht nur selber Geld, sondern knüpfte auch Beziehungen zu finanzstarken jüdischen Spendern und bemühte sich um die Verbesserung der Beziehungen zwischen Trump und dem republikanischen Gouverneur von Georgia Brian Kemp. Witkoff soll mit Trump auch Golf gespielt haben, als im September 2024 ein Mann ein Attentat auf Donald Trump verüben wollte. Witkoff spendete aber auch für Ron DeSantis, den parteiinternen Rivalen von Donald Trump. Er war ein Zeuge der Verteidigung von Donald Trump im Prozess, in dem Trump wegen Veruntreuung angeklagt war. Weiter traten Steve Witkoff und sein Sohn beim Republikanischen Parteitag 2024 auf und warben dabei für Trump.

### Sondergesandter für den Nahen Osten
Im November 2024 wurde Steve Witkoff von Donald Trump zum Sondergesandten für den Nahen Osten berufen. Im Januar 2025 reiste er nach Israel, um sich für den Abschluss eines Waffenstillstandsabkommens zwischen der Hamas und Israel einzusetzen. Kurz vor der Amtseinführung von Donald Trump einigten sich Israel und die Hamas auf ein mehrwöchiges Waffenstillstandsabkommen. Nach dem Ablauf der sechswöchigen ersten Phase des  Waffenstillstandes bot die Hamas die Freilassung der letzten US-amerikanischen Geisel an, was Witkoff allerdings ablehnte, da die Hamas angeblich unangemessene Forderungen gestellt haben solle.

### Verhandlungen im Russisch-Ukrainischen Krieg
Witkoff war Anfang 2025 Teil der Verhandlungen über die Freilassung des seit 2021 in Russland inhaftierten US-Bürgers Marc Fogel im Austausch gegen den in den USA verurteilten Geldwäscher Alexander Vinnik. Er nahm weiter an den Russisch-Amerikanischen Gesprächen im Hinblick auf einen Waffenstillstand im Russisch-Ukrainischen Krieg teil und übernimmt seitdem die bedeutende Rolle als Sondergesandter zwischen den USA und Russland.
Die NZZ nannte Witkoff «Putins treuherzigen Freund». Sie bezog sich damit auf Witkoffs Aussage, er habe eine Freundschaft mit Putin aufgebaut. "I spent a lot of time with Putin. Talking and developing a friendship and relationship with him…".
In einem Interview mit CNN behauptete Witkoff im Februar 2025, der Krieg sei provoziert worden und das nicht unbedingt von Russland. Gespräche über einen NATO-Beitritt der Ukraine wären zu einer Gefahr für Russland geworden. Im März 2025 erklärte er in einem Interview mit Bloomberg TV, dass er davon überzeugt sei, dass Wladimir Putin bezüglich eines geplanten Waffenstillstands „in gutem Glauben“ handle und die Trump-Regierung nicht täuschen werde. Er sprach sich für eine verstärkte wirtschaftliche Zusammenarbeit zwischen Russland und den USA aus, um unter anderem zu verhindern, dass Russland seine Rohstoffe weiterhin günstig an China verkauft. Seiner Meinung nach kann eine engere Kooperation mit Russland „die Welt zu einem besseren Ort“ machen. Im selben Monat behauptete er bei einem Interview mit Tucker Carlson, dass Russland „fünf Regionen in der Ukraine zurückerobert“ habe und die in den besetzten Gebieten lebenden, „russischsprachigen“ Ukrainer wollten unter russischer Herrschaft leben. Über Wladimir Putin sagte Witkoff, er „halte Putin nicht für einen schlechten Menschen“. In einem Interview mit dem Journalisten Tucker Carlson hielt es Witkoff auch für notwendig zu bedenken, dass in den von Russland annektierten Gebieten der Ukraine Referenden stattgefunden haben, bei welchen sich die Mehrheit des Volkes gegen den weiteren Verbleib in der Ukraine ausgesprochen haben.
Anfang August 2025 traf Witkoff zum fünften Mal seit Beginn des Jahres in Moskau zu Verhandlungen ein. Er verhandelte bei seinen Besuchen unter anderem direkt mit dem russischen Staatspräsidenten.

## Kritik und anderweitige Rezeption
Eric Levine, ein einflussreiches Mitglied der Republikanischen Jüdischen Koalition, verlangte im März 2025 die Absetzung von Witkoff, da er der Ansicht war, dass Witkoff sowohl von Wladimir Putin als auch der Hamas getäuscht wurde. Die Republikanisch Jüdische Koalition allerdings bekräftigte ihre Unterstützung für Steve Witkoff nach Levines Kritik.
Der frühere langjährige Leiter der Münchener Sicherheitskonferenz, Wolfgang Ischinger, konstatierte zur Tätigkeit Witkoffs bei den Waffenstillstandsverhandlungen in Saudi-Arabien, „dieser habe noch nicht einmal Kenntnis über die von Russland annektierten Gebiete“. Während Wittkoff mit der Trump-Regierung russische Propaganda übernehme, habe Moskau demgegenüber qualifizierte Unterhändler entsandt.

## Privatleben
Witkoff ist mit Lauren Rappaport, einer Anwältin, verheiratet und ist Vater von drei Söhnen. Ein Sohn starb 2013 an einer Überdosis Opioide. Seine Frau wie auch seine verbliebenen Söhne sind bei der Witkoff Group involviert. Diese Söhne sind Mitgründer von World Liberty Financial, einer Firma für Cryptowährungen der Trump-Familie.